# Kim Chae-won
Kim Chae-won (hangul: 김채원; hanja: 金彩元; rr: Gim Chae-won; MR: Kim Ch'aewŏn; Gangnam-gu, Seul, Coreia do Sul, 1 de agosto de 2000), mais conhecida como Chaewon (hangul: 채원), é uma cantora, dançarina e modelo sul-coreana. Atualmente é a líder do girl group sul-coreano LE SSERAFIM, da Source Music, subsidiária da Hybe Corporation estreado em 2022. Foi integrante do girl group sul-coreano temporário de K-pop IZ*ONE, formado pelo reality show de competição Produce 48 em 2018.

## Biografia

### 2000-2018: Vida antes da estreia, carreira escolar
Kim Chae-won nasceu em 1 de agosto de 2000, em Gangnam-gu, Seul, Coreia do Sul, em uma família que consiste em seus pais e uma irmã mais velha. A sua mãe, Lee Ran-hee, é conhecida por ser uma atriz de teatro. Chaewon estudou nas escolas Seoul Poi Elementary School, Guryong Middle School e Gaepo High School. A cantora se interessou por canto desde cedo e, quando estava na sexta série do ensino fundamental, participou do 2012 KBS Kore Children's Song Contest como membro do Poicho Choir.  Mais tarde, ela se transferiu para a Hanlim Multi Art School, se graduando em 2019 no Departamento de Artes Cênicas.

### 2018-2021: Produce 48 e IZ*ONE
Em 2018, Kim participou no reality show sul-coreano de competição Produce 48 apresentado pela MNET. Como trainee, representou a Woollim Entertainment ao lado de Kwon Eun-bi (ex-IZ*ONE e atualmente solista), Su-yun e So-hee (ambas atualmente do Rocket Punch). Antes de se juntar ao programa de televisão, Kim treinou na Woollim Entertainment por 11 meses. Chaewon se classificou em 10º lugar com 238,192 votos, permitindo que ela debutasse no IZ*ONE junto de sua companheira de empresa, Kwon Eun-bi. 

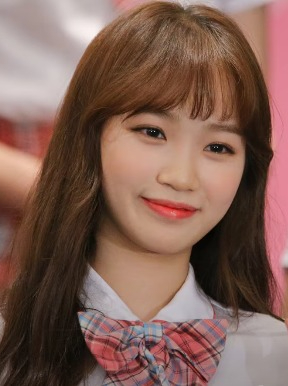
Chaewon durante o Produce 48.

A cantora debutou como uma integrante do girl group IZ*ONE em 29 de outubro de 2018, com o lançamento do primeiro extended play (EP) do grupo Color*Iz e sua faixa-título "La Vie en Rose". Em 2020, Kim foi creditada pela primeira vez em composição musical no terceiro EP do grupo, Oneiric Day, na canção "With*One". Ela, ainda no mesmo ano, também contribui na composição da música "Slow Journey", presente no EP final do IZ*ONE, One-reeler / Act IV. 
Em março de 2021, Chaewon competiu no programa de televisão King of Mask Singer sob o pseudônimo "Formosan Deer", atribuído devido às fantasias que os competidores geralmente utilizam durante o programa. Nos dias 13 e 14 de março, IZ*ONE apresentou o seu concerto final, One, The Story. O contrato do grupo expirou oficialmente em 29 de abril de 2021. 
Após o fim do I*ZONE, Kim retornou para a suae mpresa, Woollim Entertainment. Ela, ao lado de Kwon Eun-bi, participou em algumas sessão de fotos para as revistas Esquire Magazine, Indeed Magazine e Singles Magazine. 

### 2022–presente: Estreia no LE SSERAFIM
Em 14 de março de 2022, Source Music e Hybe Corporation anunciaram que Kim Chaewon, ao lado de sua antiga companheira de grupo, Miyawaki Sakura, assinaram contratos exclusivos com as empresas, e foram confirmadas como integrantes do novo girl group LE SSERAFIM.
Kim foi revelada como a quarta membro e líder do grupo em 7 de abril. O seu debut foi realizado oficialmente em 2 de maio de 2022, com o extend play (EP) Fearless.

## Discografia

### Créditos de composição
Todos os créditos das canções são adaptados do banco de dados da Korea Music Copyright Association, salvo indicação em contrário.
| Ano  | Artista     | Canção                                    | Álbum               | Letrista  | Letrista | Compositor | Compositor | Ref.  |
| Ano  | Artista     | Canção                                    | Álbum               | Creditada | Com | Creditada  | Com | Ref.  |
| ---- | ----------- | ----------------------------------------- | ------------------- | --------- | --- | ---------- | --- | ----- |
| 2020 | Iz*One      | "With*One"                                | Oneiric Diary       | Yes       | Integrantes do Iz*One, Jung Sunh Min, Shin Yong Su | Não        | N/A | [ 3 ] |
| 2020 | Iz*One      | "느린 여행 (Slow Journey)"                | One-reeler / Act IV | Yes       | Seo Yong Bae, Lee Gi | Yes        | Lee Gi, Seo Yong Bae | —     |
| 2022 | Le Sserafim | "Blue Flame"                              | Fearless            | Yes       | Megatone(13), Danke 2, 김인형, Danke 1, Danke 3, Huh Yun-jin, 가영, Score(13), Gustavsson Caroline Sofie Elisabeth, Ronnie Icon, Hall Jonna Jackqueline Andersdotter | Yes        | Megatone(13), Danke 2, 김인형, Danke 1, Danke 3, Huh Yun-jin, 가영, Score(13), Gustavsson Caroline Sofie Elisabeth, Ronnie Icon, Hall Jonna Jackqueline Andersdotter | —     |
| 2023 | Le Sserafim | "피어나(Between You Me and The Lamppost)" | Unforgiven          | Yes       | Megatone, Juk Jae, Huh Yun-jin, Nakamura Kazuha, Eunchae, Hitman Bang, Score, Miyawaki Sakura                                                                        | Não        | N/A | —     |
| 2024 | Le Sserafim | "Swan Song"                               | Easy                | Yes       | Slow Rabbit, Megatone(13), Supreme boi, Huh Yun-jin, Kazuha, Hitman Bang, Score(13), Miyawaki Sakura, Tranter Justin Drew, Clark Sarah Troy                          | Yes        | Slow Rabbit, Megatone(13), Supreme boi, Huh Yun-jin, Kazuha, Hitman Bang, Score(13), Miyawaki Sakura, Tranter Justin Drew, Clark Sarah Troy                          | —     |

## Vídeografia

### Aparições de Videoclipes
| Ano  | Título   | Artista      | Ref.  |
| ---- | -------- | ------------ | ----- |
| 2018 | "Let Me" | Golden Child | [ 4 ] |

## Filmografia

### Televisão
| Ano  | Título                        | Papel            | Notas                       | Ref.  |
| ---- | ----------------------------- | ---------------- | --------------------------- | ----- |
| 2012 | Korea Children's Song Contest | Performace       | Performando "말의 향기"     | —     |
| 2018 | Produce 48                    | Concorrente      | Terminou em 10° lugar       | [ 5 ] |
| 2021 | King of Mask Singer           | Concorrente      | Pelo o nome "Formosan Deer" | [ 1 ] |
| 2023 | HMLYCP                        | Membro do elenco |                             | [ 6 ] |

### Web séries
| Year | Title                  | Role             | Notes        | Ref.  |
| ---- | ---------------------- | ---------------- | ------------ | ----- |
| 2023 | Fill in the Next Blank | Elenco Principal | Documentário | [ 7 ] |

## Ligações Externas
- Commons